# Filipínsko-americká válka
Filipínsko-americká válka byl ozbrojený konflikt, který se odehrál na filipínském souostroví mezi USA a Filipínskou první republikou. Válka oficiálně probíhala do roku 1902, ale poslední filipínští vojáci bojovali až do roku 1913.

## Filipínská revoluce (1892)
V roce 1892 byla založena odbojová organizace Katipunan, která připravovala nezávislost na Španělsku. Poté ve stejném roce začala Filipínská revoluce. Ta se roku 1896 setkala s úspěchem a v témže roce vznikla filipínská první republika s hlavním městem Malolos. USA využily situace (již o Filipíny vedly se Španělskem válku). Proto v roce 1899 podnikly do země invazi.

## Válka
Za invaze se ze starých Katipuneros složila armáda, která měla invazi zabránit. Po několika letech velmi tvrdých bojů však armáda vedená revolučním hrdinou E. Aguinaldem musela kapitulovat. Ve válce svůj život položilo 4 196 Američanů. Filipínci za svou vlast a hrdost zaplatili skoro 20 000 vojáky a více než 200 tisíci civilisty. Filipínská 1. republika zanikla roku 1902. Někteří filipínští vlastenci se ale vzdali až roku 1913. Americká armáda při této válce také poprvé systematicky užila koncentrační tábory k internaci filipínského civilního obyvatelstva.

## Po válce
Poté se Filipíny staly americkým územím. Pokud byli Filipínci zastoupeni ve vládě, jednalo se o kolaboranty z let 1899–1902. Poté nastala první světová válka. V roce 1935 se pod názvem Filipínské společenství staly přidruženým státem USA. Ve druhé světové válce byla Japonskem založena Filipínská druhá republika jako loutkový stát. Po této válce se opět Filipíny dostaly do moci USA. V roce 1946 získaly Filipíny plnou nezávislost.